# Мати всіх квітів і всього живого
«Мати всіх квітів і всього живого» — оповідання українського письменника Володимира Владка. Вперше було надруковано російською мовою в газеті «Харьковский пролетарий» (1930). Мовою оригіналу надруковано повний текст а антології «Українська радянська новела» (1948, Київ). У 1961 році оповідання вийшло у Празі в перекладі на чеську мову.

## Сюжет
Лейтенант бельгійської королівської армії Альберт Фаберне завжди вигравав у картах. Але одного разу його спіймали на шахрайстві і він був змушений їхати до Бельгійської Центральної Африки. На землі племені банту став начальником уранової факторії Агуїн, командував загоном з десяти солдат і одного сержанта. Йому пообіцяли, що через два роки зможе повернутися на батьківщину з гарним гонораром, якщо за цей час факторія справно здаватиме визначену кількість руди.
Через чотирнадцять місяців делегація негрів звернулася до лейтенанта з проханням зменшити час роботи у копальнях, щоб мати змогу обробляти поля і не померти з голоду. Альберт Фаберне відмовив туземцям. Вночі негри викрали лейтенанта і віднесли до храму, де його мала з'їсти Мати всіх квітів. За винагороду Фаберне вмовив жреця визволити його від величезної квітки, але втекти не вдалося, за селом його настиг загін місцевих мешканців.